# Copag
Copag é uma empresa brasileira fabricante de baralho, sendo pioneira na fabricação no país. Fundada em 1908 no município de São Paulo, sob o nome de Companhia Paulista de Papéis e Artes Gráficas, inicialmente produzia itens de papelaria, como envelopes e blocos de papel . Em 1918 a empresa inicia a produção de baralhos pela técnica litográfica e por volta de 1930, passou a utilizar a impressão offset e assumiu a liderança na produção nacional de baralhos. Em 1987, inaugurou uma fábrica em Manaus.
A companhia tem produzido cartas em PVC para poker desde o final dos anos 90. Apesar de mais caros e de terem um deslize diferente do papel, os baralhos de plástico possuem maior durabilidade. Com o sucesso do pôquer, atualmente alcançado por campeonatos exibidos pela TV e por jogos on-line, novas gerações de jogadores estão entrando em cena. Tais jogadores tendem a preferir o baralho de plástico ao de papel. Em 2005 e 2006, a empresa produziu as cartas oficiais para a World Series of Poker.
Um de seus baralhos mais conhecidos é o 139, feito de papel couché, sendo o baralho há mais tempo em produção no Brasil (desde 1923 ). O seu curinga é representado por uma taça com arabescos e um cavaleiro com escudo. O que é pouco conhecido é o fato que a Copag fabrica também jogos de cartas colecionáveis, jogo da memória e Sudoku.